# Třída Hvidbjørnen
Třída Hvidbjørnen byly hlídkové fregaty dánského královského námořnictva. V Dánsku byly označeny jako inspekční plavidla. Celkem byly postaveny čtyři jednotky této třídy. Jejich hlavním úkolem bylo hlídkování v okolí Grónska, Faerských ostrovů a v Severním moři. Ze služby byly vyřazeny v letech 1991–1992. Byly to první dánské válečné lodě konstruované pro nesení vrtulníku.

## Stavba
Stavba čtyř jednotek této třídy byla objednána roku 1960. Postavila je loděnice Aalborg Vaerft v Aalborgu.
Jednotky třídy Hvidbjørnen:
| Jméno              | Založení kýlu    | Spuštěna           | Vstup do služby   | Status        |
| ------------------ | ---------------- | ------------------ | ----------------- | ------------- |
| Hvidbjørnen (F348) | 4. června 1961   | 23. listopadu 1961 | 15. prosince 1962 | vyřazena 1992 |
| Vædderen (F349)    | 30. října 1961   | 6. dubna 1962      | 19. března 1963   | vyřazena 1992 |
| Ingolf (F350)      | 5. prosince 1961 | 27. července 1962  | 27. července 1963 | vyřazena 1991 |
| Fylla (351)        | 27. června 1962  | 18. prosince 1962  | 10. července 1963 | vyřazena 1991 |

## Konstrukce
Plavidla nesla radary CWS-1, NWS-1 a sonar MS-26. Byla vyzbrojena jedním 76mm kanónem a jedním vrhačem hlubinných pum. Později byly doplněny ještě dva 37mm kanóny. Na zádi byla přistávací plocha a hangár pro vrtulník. Nejprve do roku 1982 typu Alouette III a později Lynx. Pohonný systém tvořily čtyři diesely General Motors o výkonu 6400 shp, pohánějící jeden lodní šroub. Nejvyšší rychlost dosahovala 18 uzlů. Dosah byl 6000 námořních mil při rychlosti 13 uzlů.